# چلچله خانگی نپال
چلچله خانگی نپال (نام علمی: Delichon nipalensis) نام یک گونه از سرده چلچله خانگی است.